# Pomorzowiczki
Pomorzowiczki  (deutsch Alt Wiendorf, tschechisch Pomorčovičky) ist eine Ortschaft in Oberschlesien. Der Ort liegt in der Gmina Głubczyce im Powiat Głubczycki in der Woiwodschaft Oppeln in Polen.

## Geographie

### Geographische Lage
Das Angerdorf Pomorzowiczki liegt 11 Kilometer nordwestlich der Kreisstadt und des Gemeindesitzes Głubczyce (Leobschütz) sowie 59 Kilometer südwestlich der Woiwodschaftshauptstadt Opole (Oppeln) unmittelbar an der Grenze zu Tschechien. Der Ort liegt in der Nizina Śląska (Schlesische Tiefebene) innerhalb der Płaskowyż Głubczycki (Leobschützer Lößhügelland).

### Ortsteile
Ortsteile von Pomorzowiczki sind Stara Wieś (Altdorf) und Nowa Wieś (Neu Wiendorf).

### Nachbarorte
Nachbarorte von Pomorzowiczki sind im Nordosten Pomorzowice (Pommerswitz), im Osten Ściborzyce Małe (Steubendorf), im Südwesten Sławoszów (Amaliengrund) sowie im Westen auf tschechischer Seite Osoblaha (Hotzenplotz).

## Geschichte

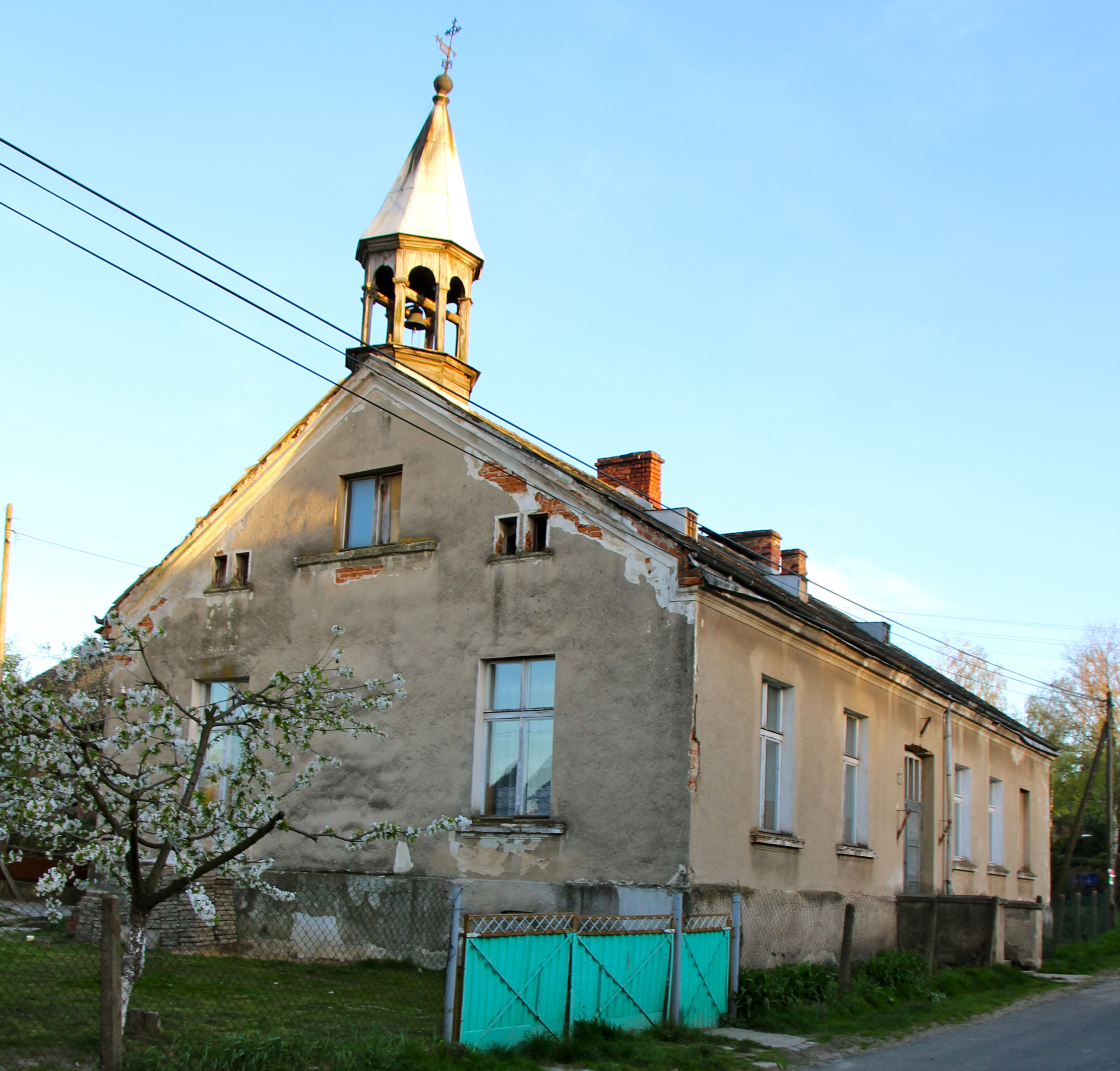
Hauskapelle

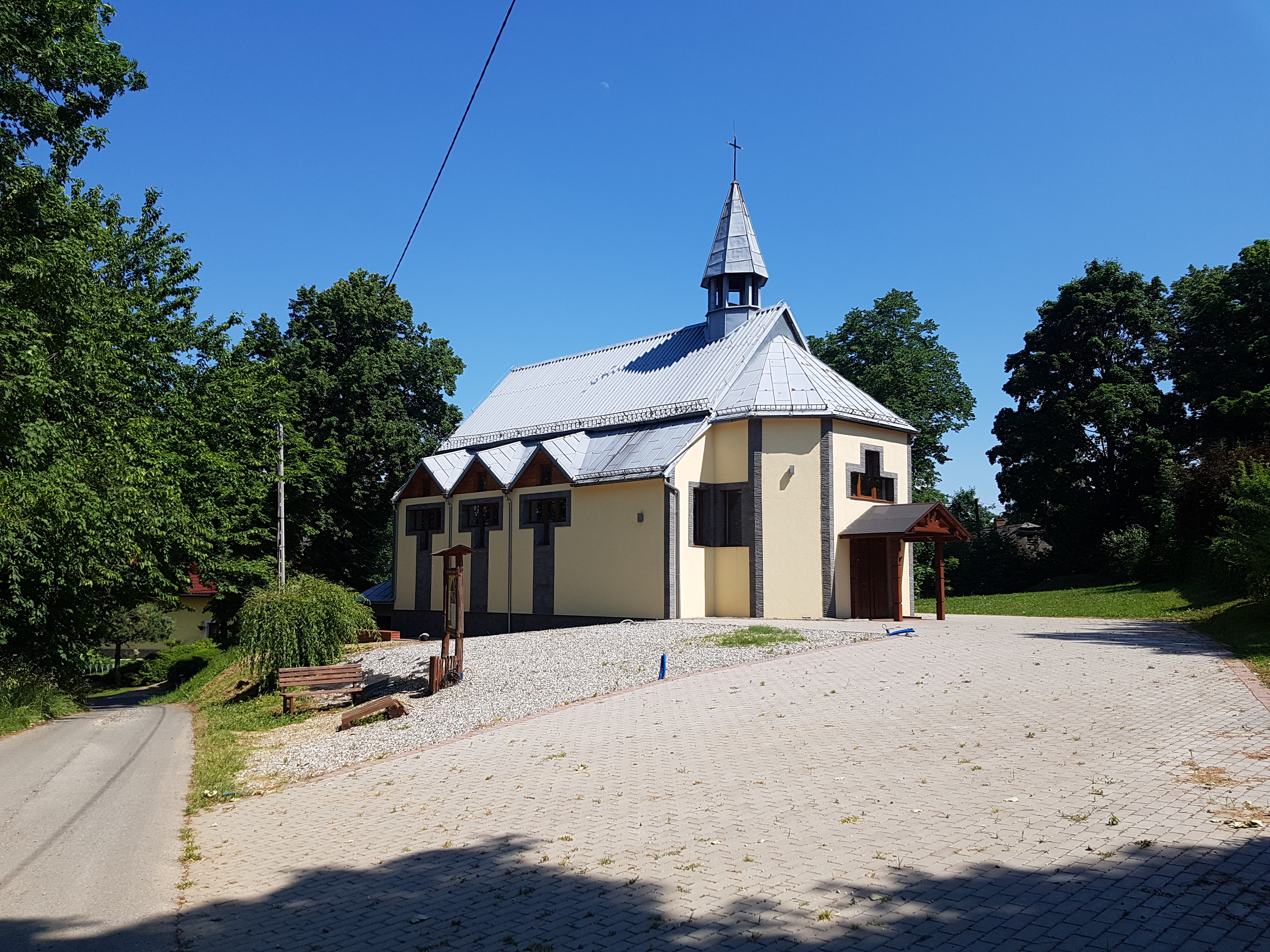
Dorfkirche

Nach dem Ersten Schlesischen Krieg 1742 fiel Alt Wiendorf mit dem größten Teil Schlesiens an Preußen. 1776 wurde südwestlich von Alt Wiendorf die Kolonie Neu Wiendorf gegründet.
Nach der Neuorganisation der Provinz Schlesien gehörte die Landgemeinde Alt Wiendorf, bestehend aus dem Dorf Alt Wiendorf und der Kolonie Neu Wiendorf, ab 1816 zum Landkreis Leobschütz im Regierungsbezirk Oppeln. 1820 wurde im Ort, im Auftrag von Baron von Wilhelm von Rottenberg, ein Schloss erbaut. 1845 bestanden im Dorf 72 Häuser und 413 Einwohner, davon 75 katholisch. 1861 zählte Alt Wiendorf 276 sowie Neu Wiendorf 167 Einwohner. In Alt Wiendorf bestanden 6 Bauer-, 17 Gärtner- sowie 15 Häuslerstellen. 1874 wurde der Amtsbezirk Pommerswitz gegründet, welcher die Landgemeinden Alt Wiendorf, Amaliengrund, Neu Wiendorf, Pommerswitz, Steubendorf und Trenkau und die Gutsbezirken Alt Wiendorf und Pommerswitz umfasste.
Bei der Volksabstimmung in Oberschlesien am 20. März 1921 stimmten in Alt Wiendorf 197 Personen für einen Verbleib bei Deutschland und 0 für Polen. Alt Wiendorf verblieb wie der gesamte Stimmkreis Leobschütz beim Deutschen Reich. 1933 zählte der Ort 196 Einwohner, 1939 wiederum 208. Bis 1945 gehörte der Ort zum Landkreis Leobschütz.
1945 kam der bisher deutsche Ort unter polnische Verwaltung, wurde in Pomorzowiczki umbenannt und der Woiwodschaft Schlesien angeschlossen. Am 8. Juli 1946 wurde die deutsche Bevölkerung vertrieben. 1950 wurde Pomorzowiczki der Woiwodschaft Oppeln zugeteilt. Das Schloss Wiendorf wurde 1965 abgerissen. 1999 wurde es Teil des wiedergegründeten Powiat Głubczycki.

## Sehenswürdigkeiten
- Hauskapelle – um 1880 errichtet[1]
- Dorfkirche